# Aljaraque
Aljaraque é um município da Espanha na província de Huelva, comunidade autónoma da Andaluzia, de área 34 km² com população de 16368 habitantes (2007) e densidade populacional de 481,41 hab./km².

## Demografia
| Variação demográfica do município entre 1991 e 2004 | Variação demográfica do município entre 1991 e 2004 | Variação demográfica do município entre 1991 e 2004 | Variação demográfica do município entre 1991 e 2004 |
| --------------------------------------------------- | --------------------------------------------------- | --------------------------------------------------- | --------------------------------------------------- |
| 1991                                                | 1996                                                | 2001                                                | 2004                                                |
| 6753                                                | 9587                                                | 12026                                               | 14060                                               |